# Chrysosoma abruptum
Chrysosoma abruptum är en tvåvingeart som först beskrevs av Walker 1859.  Chrysosoma abruptum ingår i släktet Chrysosoma och familjen styltflugor. Inga underarter finns listade i Catalogue of Life.